# Yville-sur-Seine
Yville-sur-Seine – miejscowość i gmina we Francji, w regionie Normandia, w departamencie Sekwana Nadmorska. Przez miejscowość przepływa Sekwana. 
Według danych na rok 1990 gminę zamieszkiwały 414 osoby, a gęstość zaludnienia wynosiła 50 osób/km² (wśród 1421 gmin Górnej Normandii Yville-sur-Seine plasuje się na 520. miejscu pod względem liczby ludności, natomiast pod względem powierzchni na miejscu 446.).